# Masuleh
Masuleh (dříve Māsalar a Khortāb) je vesnice v Íránu. V roce 2006 v ní žilo 554 obyvatel. Leží přibližně 32 kilometrů západně od města Fuman ve výšce 1050 m n. m. v pohoří Alborz. Historie vesnice sahá až do roku 1006 př. n. l., kdy se však nacházela šest kilometrů severozápadně od současného sídla. Na dnešní místo byla přestěhována z důvodu moru a kvůli útokům ze strany sousedních komunit. Vesnice je vystavěna v prudkém svahu a střechy jednotlivých domů slouží zároveň jako chodník pro domy nad nimi.